# Kanton Villebois-Lavalette
Kanton Villebois-Lavalette (fr. Canton de Villebois-Lavalette) je francouzský kanton v departementu Charente v regionu Poitou-Charentes. Skládá se ze 17 obcí.

## Obce kantonu
- Blanzaguet-Saint-Cybard
- Charmant
- Chavenat
- Combiers
- Dignac
- Édon
- Fouquebrune
- Gardes-le-Pontaroux
- Gurat
- Juillaguet
- Magnac-Lavalette-Villars
- Ronsenac
- Rougnac
- Sers
- Torsac
- Vaux-Lavalette
- Villebois-Lavalette